# Jim Parsons
Pour les articles homonymes, voir Parsons.
James Joseph Parsons, dit Jim Parsons est un acteur et producteur américain, né le 24 mars 1973 à Houston au Texas.
Il est principalement connu pour son rôle de Sheldon Cooper dans la série télévisée The Big Bang Theory, pour lequel il a gagné quatre Emmy Awards du meilleur acteur dans une série comique.
En parallèle, il obtient des rôles dans les productions filmiques : Le Rôle de ma vie (2014), En route ! (2015), Les Figures de l'ombre (2016), A Kid Like Jake (2018), Extremely Wicked, Shockingly Evil and Vile (2019), The Boys in the Band (2020) et Spoiler Alert (2022).

## Biographie

### Jeunesse et éducation
Jim Parsons naît au St. Joseph Hospital de Houston et grandit à Spring, dans la banlieue de Houston. Il est le fils de Milton Joseph Parsons, Jr. (6 février 1949 — 29 avril 2001) et de l'enseignante Judy Ann (née McKnight). Sa sœur Julie Ann Parsons est également enseignante,,,. Après avoir joué l'oiseau Kolokolo dans la pièce L'Enfant d'éléphant à l'école à l'âge de six ans, il est déterminé à devenir acteur,. Il est influencé par les sitcoms, notamment Three's Company, Sacrée Famille et Cosby Show.
Diplômé de la Klein Oak High School à Spring, il suit une formation de premier cycle (undergraduate) à l'Université de Houston. Pendant ce temps, il apparaît dans 17 pièces en trois ans. Membre fondateur de la compagnie théâtrale Infernal Bridegroom Productions, il joue également avec la compagnie Stages Repertory Theatre. Parsons commence une maîtrise (graduate) à l'Université de San Diego en 1999. Il est l'un des sept étudiants retenus pour un cours spécial de deux ans sur le théâtre classique. Il obtient son diplôme en 2001 et déménage à New York. En septembre 2013, il participe à l'émission Who Do You Think You Are? sur TLC et découvre qu'il a des origines créoles de Louisiane et françaises du côté de son père. L'architecte français Louis-François Trouard (1729–1804) est un de ses ancêtres.

### Carrière

#### Débuts
À New York, Jim Parsons joue dans des productions Off-Broadway et apparaît plusieurs fois à la télévision. Il joue un homme élevé par des loups dans une publicité pour Quiznos. Il a un rôle récurrent dans la série Amy et apparaît dans la série Ed. Il a également des rôles mineurs dans plusieurs films dont Garden State et L'École des dragueurs.

#### Révélation dansThe Big Bang Theory

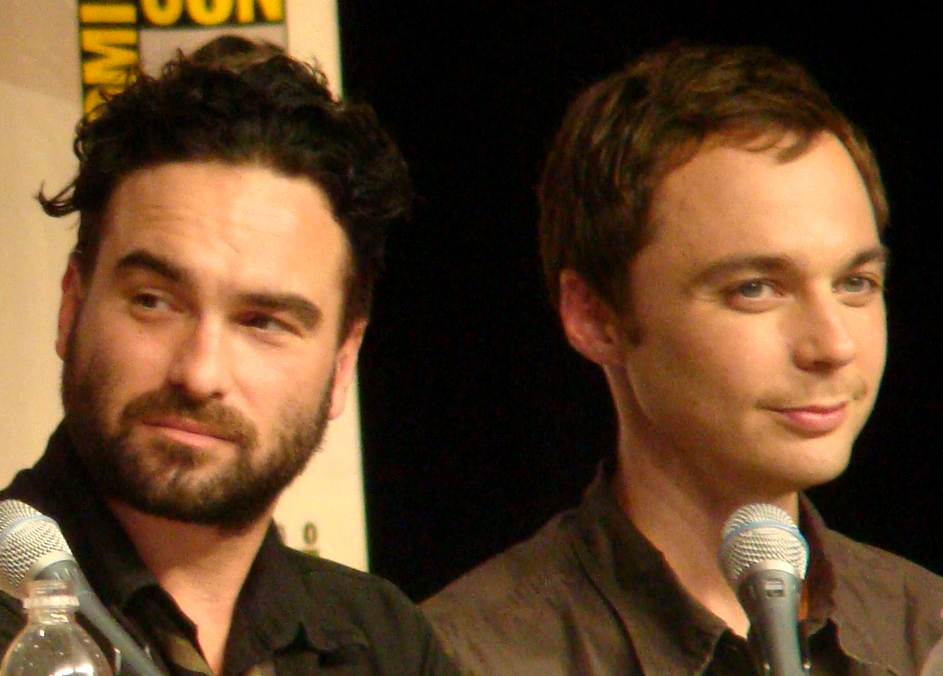
Johnny Galecki et Jim Parsons au Comic-Con en 2009.

Jim Parsons estime avoir auditionné pour 15 à 30 séries télévisées, mais plusieurs séries dans lesquelles il obtient un rôle ne trouvent pas de diffuseur. The Big Bang Theory est une exception. Après avoir lu le projet de scénario, il sent que le rôle de Sheldon Cooper lui irait très bien. Il ne se sent pas proche du personnage mais il apprécie la structure des dialogues et la façon dont les scénaristes « utilisent brillamment ces mots que la plupart des gens ne connaissent pas pour créer ce rythme. [...] C'était une chance de danser avec ce dialogue. »
Lors de l'audition, Parsons impressionne tellement Chuck Lorre, le créateur de la série, qu'il demande une deuxième audition pour voir s'il est capable de répéter sa performance. Parsons obtient le rôle de Sheldon Cooper, physicien rabaissant souvent ses amis ainsi que la serveuse qui vit en face de chez lui. Le rôle demande de « réciter ligne après ligne un dialogue rythmé et de faire quelque chose avec son visage ou son corps pendant le silence qui suit. »
Le critique de télévision Andrew Dansby compare le jeu physique de Jim Parsons à celui de Buster Keaton et d'autres acteurs de films muets.
En août 2009, il remporte le prix de la Television Critics Association pour la meilleure performance individuelle dans une comédie devant Alec Baldwin, Tina Fey, Steve Carell et Neil Patrick Harris. Il est nommé aux Emmy Awards de 2009 à 2014 pour le prix du meilleur acteur dans une série télévisée comique et gagne le prix en 2010, 2011, 2013 et 2014. En septembre 2010, Jim Parsons, Johnny Galecki et Kaley Cuoco signent de nouveaux contrats leur garantissant la somme de 200 000 dollars chacun pour chaque épisode de la quatrième saison de The Big Bang Theory, avec des augmentations importantes pour les trois saisons suivantes. Ils ont également droit à un pourcentage sur les revenus de la série. En janvier 2011, il gagne le prix du meilleur acteur dans une série musicale ou comique lors des Goldens Globes,. En 2011, Jim Parsons apparaît dans le film The Big Year avec Jack Black, Owen Wilson, Steve Martin et Rashida Jones. La même année, il joue la forme humaine de Walter, nouveau personnage apparaissant dans Les Muppets, le retour. Le 18 mai 2012, il commence à jouer sur Broadway dans le rôle d'Elwood P. Dowd dans une nouvelle version de Harvey,. 
En août 2013, Parsons, Cuoco et Galecki gagnent chacun 325 000 dollars par épisode. En août 2014, ils signent des contrats leur garantissant un million de dollars par épisode pour les saisons 8 à 10 de The Big Bang Theory. Leur pourcentage des revenus de la série est quadruplé, dépassant désormais 1 % chacun.
Depuis le 11 mars 2015, grâce à son rôle de Sheldon Cooper, il a son étoile sur le Hollywood Walk of Fame. La même année, il double l'un des personnages principaux du film de DreamWorks Animation En route ! aux côtés de Rihanna.

#### Arrêt deThe Big Bang Theory, Spin-offYoung Sheldon, films et théâtre
En août 2018, Jim Parsons annonce vouloir quitter son rôle de Sheldon Cooper à l'issue de la saison 12. Il laisse un long message qui soulèvera pour les fans plus de questions qu'il n'apporte de réponses. Les producteurs déclarent vouloir arrêter la série, ne se voyant pas continuer sans lui. Ses collègues accueillent différemment la nouvelle, qui reste pour beaucoup mystérieuse. L'ultime saison, la 12e, est diffusée à partir du 24 septembre 2018 sur CBS et se termine le 16 mai 2019. Le dernier épisode de la saison est suivi d'un épisode « récapitulatif » ainsi que d'une visite des studios et de la manière dont est tournée la série. Cet épisode dure 20 minutes.
En 2019, il est l'un des producteurs de la série à succès de Netflix Special, comprenant en vedette Ryan O'Connell. La même année, il rejoint la distribution principale du film The Boys in the Band sur Netflix créée par Ryan Murphy.
En 2020, il rejoint la distribution de la mini-série Hollywood sur Netflix, également créée par Ryan Murphy.
Alors que The Big Bang Theory s'apprête à diffuser sa onzième saison sur la CBS en 2017, Jim Parsons propose à ses dirigeants l'idée d'un spin-off. Il s'agirait d'une comédie qui s'intéresserait à la jeunesse de son personnage. Intéressée, la chaine finit par commander Young Sheldon. Celle-ci relate les aventures de Sheldon Cooper alors âgé de 9 ans quand il vivait au Texas. Parsons assure la narration depuis ses débuts. La septième saison de Young Sheldon est attendue en 2024 sur CBS.
En 2022, il est à l’affiche du drame Spoiler Alert, aux côtés de Sally Field, qui est ovationné par la critique,.

### Vie personnelle
Jim Parsons vit à Los Angeles. Dans un portrait que lui consacre The New York Times en mai 2012, l'acteur révèle qu'il vit en couple depuis 10 ans avec le producteur Todd Spiewak,. Le couple s'est marié le 13 mai 2017.

## Filmographie

### En tant qu'acteur

#### Longs métrages
- 2003 : Happy End d'Amos Kollek : l'assistant du casting
- 2004 : Garden State de Zach Braff : Tim, le chevalier
- 2005 : Heights de Chris Terrio : Oliver
- 2005 : The Great New Wonderful de Danny Leiner : Justin
- 2005 : The King's Inn de Max Finneran : Sidney (court métrage)
- 2006 : Une star dans ma vie (10 Items or Less) de Brad Silberling : le réceptionniste
- 2006 : L'École des dragueurs (School of Scoundrels) de Todd Phillips : un camarade de classe
- 2007 : On the Road with Judas de J. J. Lask : Jimmy Pea
- 2007 : Gardener of Eden de Kevin Connolly : Spim
- 2011 : The Big Year de David Frankel : Crane
- 2011 : Les Muppets, le retour (The Muppets) de James Bobin : la forme humaine de Walter
- 2012 : Sunset Stories d'Ernesto Foronda et Silas Howard : Prince
- 2014 : Le Rôle de ma vie (Wish I Was Here) de Zach Braff : Paul
- 2015 : En route ! (Home) de Tim Johnson : Oh (animation, voix originale)
- 2015 : Visions de Kevin Greutert : Dr Mathison
- 2016 : Les Figures de l'ombre (Hidden Figures) de Theodore Melfi : Paul Stafford
- 2016 : For the Love of Spock de Adam Nimoy : Lui-même / Sheldon Cooper
- 2018 : A Kid Like Jake de Silas Howard : Greg Wheeler
- 2019 : Extremely Wicked, Shockingly Evil and Vile de Joe Berlinger : Larry Simpsons
- 2020 : The Boys in the Band de Joe Mantello : Michael
- 2022 : Spoiler Alert : Michael Ausiello
- 2025 : La Ferme des animaux (Animal Farm) d'Andy Serkis (voix)

#### Téléfilms
- 2004 : Why Blitt? de Peter et Bobby Farrelly : Mike
- 2004 : Taste d'Andy Cadiff : Kris
- 2014 : The Normal Heart de Ryan Murphy : Tommy Boatwright
- 2014 : Elf: Buddy's Musical Christmas de Mark Caballero et Seamus Walsh : Buddy (téléfilm d'animation, voix originale)

#### Séries télévisées
- 2002 : Ed : Chet (saison 3, épisode 3)
- 2004-2005 : Amy : Rob Holbrook (7 épisodes)
- 2007-2019 : The Big Bang Theory : Sheldon Cooper (279 épisodes)
- 2011 : iCarly : Caleb (saison 4, épisode 11)
- 2011 : Eureka : Carl the Jeep (saison 4, épisode 21 - voix uniquement)
- 2017-2024 : Young Sheldon : Sheldon Cooper adulte, le narrateur (voix uniquement + apparition dans le dernier épisode)
- 2020 : Hollywood : Henry Willson (mini-série)
- 2021 : Staged : lui-même

#### Séries d'animation
- 2009 et 2012 : Les Griffin (Family Guy) : Sheldon Cooper (saison 8, épisode 9) et Gay-Jacker (saison 11, épisode 5 - voix originales)
- 2010 : Glenn Martin, DDS : Draven (voix originale - saison 2, épisode 10)
- 2011 : The Super Hero Squad Show : Nightmare (voix originale - saison 2, épisode 9)
- 2011 : Les Pitous (Poud Puppies) : Milton Feltwaddle (voix originale, 2 épisodes)
- 2012 : The High Fructose Adventures of Annoying Orange (en) : Henry Applesauce (voix originale - saison 1, épisode 29)
- 2016 : SuperMansion : M. Skibumpers (1 épisode saison 2)

#### Divers
- 2011 : Marvel Super Hero Squad : Le Gant de l'infini : Nightmare (voix originale, jeu vidéo)
- 2015 : Processeur Intel Core pour la société Intel (publicités)

### En tant que producteur
- 2017 : Young Sheldon
- 2019 : Spécial
- 2020 : Hollywood
- 2021 : Call me Kat

## Distinctions

### Nominations
- 61e cérémonie des Emmy Awards 2009 : Meilleur acteur dans une série comique pour The Big Bang Theory (2007-2019) pour le rôle de Sheldon Cooper.
- 64e cérémonie des Emmy Awards 2012 : Meilleur acteur dans une série comique pour The Big Bang Theory (2007-2019) pour le rôle de Sheldon Cooper.
- 66e cérémonie des Emmy Awards 2014 : meilleur acteur dans un second rôle dans une mini-série ou un téléfilm pour The Normal Heart (2014).
- 72e cérémonie des Emmy Awards 2020 : meilleur acteur dans un second rôle dans une mini-série ou un téléfilm pour Hollywood (2020)
- 71e cérémonie des Golden Globes 2014 : meilleur acteur dans une série musicale ou comique pour The Big Bang Theory (2007-2019) pour le rôle de Sheldon Cooper.
- 72e cérémonie des Golden Globes 2015 : meilleur acteur dans une série musicale ou comique pour The Big Bang Theory (2007-2019) pour le rôle de Sheldon Cooper.
- 2016 : Awards Circuit Community Awards de la meilleure distribution dans un drame historique pour Les Figures de l'ombre (Hidden Figures) (2016) partagée avec Taraji P. Henson, Octavia Spencer, Janelle Monáe, Kevin Costner, Kirsten Dunst et Mahershala Ali.
- 78e cérémonie des Golden Globes 2021 : Meilleur acteur dans un second rôle dans une mini série ou téléfilm pour Hollywood [32]

### Récompenses
- 2009 : Television Critics Association Awards du meilleur acteur dans une série télévisée comique pour The Big Bang Theory (2007-2019).
- 2010 : Gold Derby Awards du meilleur acteur principal dans une série télévisée comique pour The Big Bang Theory (2007-2019).
- 2010 : Online Film & Television Association Awards du meilleur acteur dans une série télévisée comique pour The Big Bang Theory (2007-2019).
- 62e cérémonie des Emmy Awards 2010 : Meilleur acteur dans une série comique pour The Big Bang Theory (2007-2019).
- 1re cérémonie des Critics' Choice Television Awards 2011 : Meilleur acteur dans une série comique pour The Big Bang Theory (2007-2019).
- 68e cérémonie des Golden Globes 2011 : meilleur acteur dans une série musicale ou comique pour The Big Bang Theory (2007-2019).
- 2011 : Online Film and Television Association Awards du meilleur acteur dans une série télévisée comique pour The Big Bang Theory (2007-2019).
- 63e cérémonie des Emmy Awards 2011 : Meilleur acteur dans une série comique pour The Big Bang Theory (2007-2019).
- 2012 : Online Film & Television Association Awards du meilleur acteur dans une série télévisée comique pour The Big Bang Theory (2007-2019).
- 65e cérémonie des Emmy Awards 2013 : Meilleur acteur dans une série comique pour The Big Bang Theory (2007-2019).
- 15e cérémonie des Teen Choice Awards 2013 : Meilleur acteur dans une série télévisée comique pour The Big Bang Theory (2007-2019).
- 2013 : TV Guide Awards du meilleur acteur dans une série télévisée comique pour The Big Bang Theory (2007-2019).
- 4e cérémonie des Critics' Choice Television Awards 2014 : Meilleur acteur dans une série comique pour The Big Bang Theory (2007-2019).
- 2014 : Online Film & Television Association Awards du meilleur acteur dans une série télévisée comique pour The Big Bang Theory (2007-2019).
- 66e cérémonie des Emmy Awards 2014 : Meilleur acteur dans une série comique pour The Big Bang Theory (2007-2019).
- 2015 : CinEuphoria Awards (es) de la meilleure distribution dans une mini-série ou un téléfilm pour The Normal Heart (2014) partagée avec Matthew Bomer, Jonathan Groff, Taylor Kitsch, Joe Mantello, Alfred Molina, Julia Roberts et Mark Ruffalo.
- 2016 : Kids' Choice Awards du meilleur acteur TV dans une série télévisée comique pour The Big Bang Theory (2007-2019).
- 2017 : Festival international du film de Palm Springs de la meilleure distribution dans un drame historique pour Les Figures de l'ombre (Hidden Figures) (2016) partagée avec Taraji P. Henson, Octavia Spencer, Janelle Monáe, Kevin Costner, Kirsten Dunst et Mahershala Ali.
- 43e cérémonie des People's Choice Awards 2017 : Acteur TV comique préférée dans une série télévisée comique pour The Big Bang Theory (2007-2019).
- 23e cérémonie des Screen Actors Guild Awards 2017 : Meilleure distribution dans un drame historique pour Les Figures de l'ombre (Hidden Figures) (2016) partagée avec Taraji P. Henson, Octavia Spencer, Janelle Monáe, Kevin Costner, Kirsten Dunst et Mahershala Ali.

## Voix françaises
- Fabrice Fara[33] dans :
  - The Big Bang Theory (série télévisée)
  - iCarly (série télévisée)
  - The Normal Heart (téléfilm)
  - Les Figures de l'ombre
  - Processeur Intel core (publicités)
  - Young Sheldon (série télévisée)
  - Extremely Wicked, Shockingly Evil and Vile
  - Hollywood (série télévisée)
  - The Boys in the Band
  - Spoiler Alert

Et aussi
- Julien Sibre dans Amy[33] (série télévisée)
- Jean-Marco Montalto dans Une star dans ma vie[33]
- Benoît Du Pac dans Les Griffin (voix)
- Thierry Kazazian dans Les Muppets, le retour
- Alex Lutz dans En route ! (voix)
- Alexis Flamant dans Hollywood Medium (voice over, émission télévisée)

Au Québec